# Faculté des sciences et techniques
Pour les articles homonymes, voir FST.

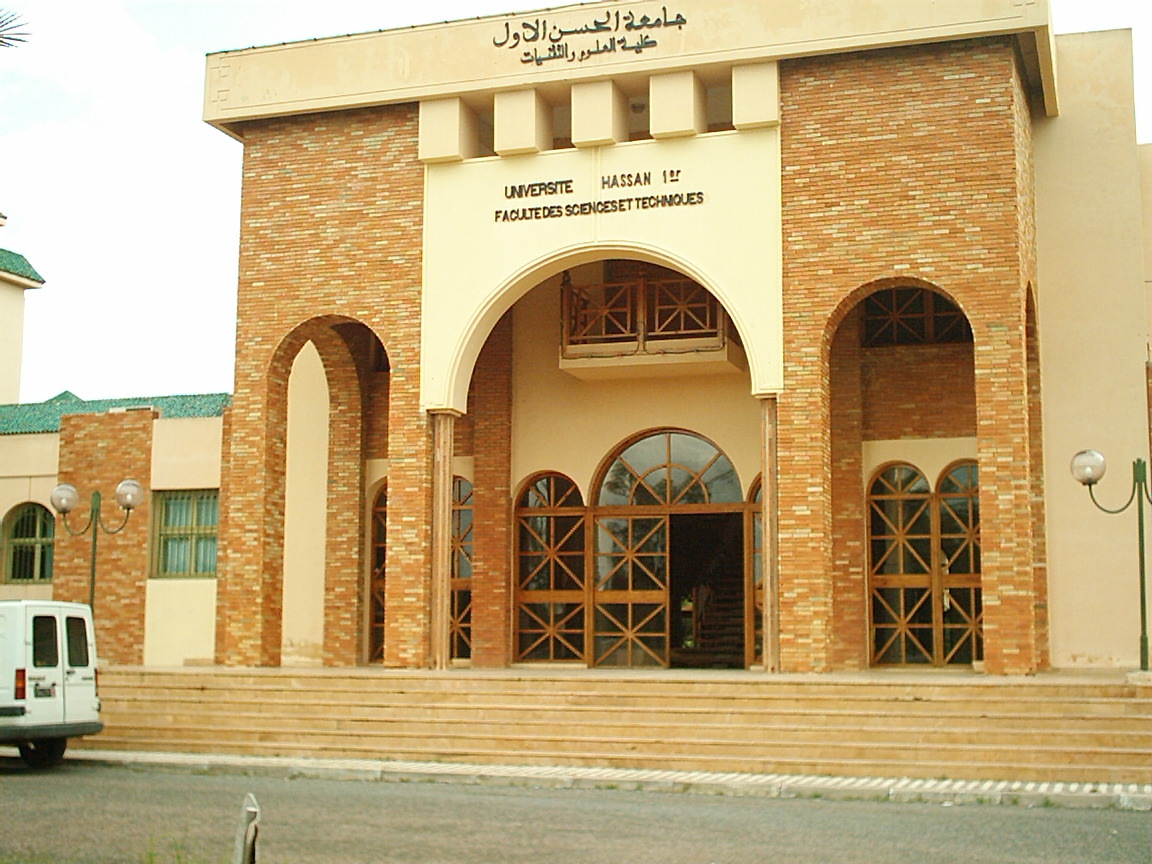
FST de la ville de Settat

La Faculté des sciences et techniques ou FST est un établissement d'enseignement supérieur marocain à caractère scientifique  et  technique.

## Historique
De 2010 à 2013, l'université de Limoges coordonne le programme Tempus Modegov qui vise à restructurer les facultés des sciences et techniques. Les partenaires de ce programme sont les universités de Bacău, de Lisbonne, de Poitiers, et l'université Nancy-I.

## Liste des facultés
- Faculté des Sciences et Techniques Béni-Mellal
- Faculté des Sciences et Techniques Errachidia
- Faculté des Sciences et Techniques Fès
- Faculté des Sciences et Techniques Marrakech
- Faculté des Sciences et Techniques de Mohammedia
- Faculté des Sciences et Techniques Settat
  - Groupement de Formation continue FST settat
- Faculté des Sciences et Techniques Tanger
- Faculté des Sciences et Techniques Al Hoceima